# Dogo espanhol
O dogo espanhol é uma rara raça canina espanhola em vias de recuperação. Tem um estreito parentesco com o Alano espanhol, porém é de maior tamanho. O dogo espanhol é reconhecido pela Asociación Canina Nacional e consequentemente pela Alianz Canine Worldwide.
Na atualidade encontramos os núcleos populacionais mais importantes da raça na Espanha (especialmente no sul do país, na região de Andaluzia) e Noruega. A Espanha conta com o Clube de referência da raça e o mais importante a nível mundial. Seu nome é C.N.D.E (Club Nacional del Dogo Español) e sua sede está na província de Sevilha, concretamente na localidade de Utrera. Este Clube foi fundado no ano 2014 pelos precursores da raça, os quais já vinham trabalhando na recuperação da mesma desde muitos anos.

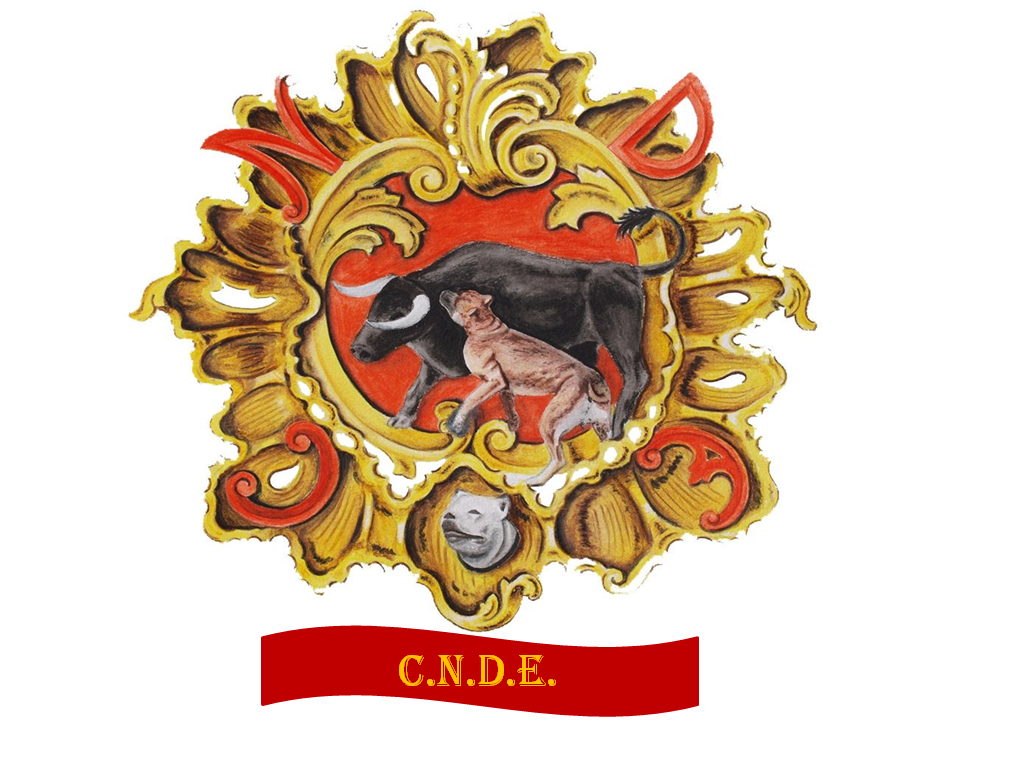
Clube Nacional do Dogo Espanhol (C.N.D.E.)

## Resenha histórica
Durante o período compreendido entre finais dos séculos IV e V, o povo alano ocupou amplas zonas do sul da Europa, incluindo a península Ibérica. Este povo era acompanhado por seus cães de presa, os quais se mesclaram com os poderosos cães trazidos à península por fenícios e romanos, principalmente. Uma mescla que dá origem ao que mais tarde seria chamado Dogo, Presa ou chato espanhol entre outras sinonímias. Seu nome deve-se principalmente a suas excelentes qualidades no manejo e controle do gado bovino de tipo bravo e semi-selvagem, oriundo da península Ibérica. Mais tarde, o aparecimento da tauromaquia, faria que estes desempenhassem um papel destacado na mesma, na denominada "sorte de cães", até princípios do século XX. Também, por suas qualidades para a defesa e a guarda, foi utilizado como cão de guerra, sendo muito apreciados por militares de outras nações, em especial para o controle de insurgidos nas Américas.

## Aparência geral
De tipo molosso, moderadamente brevilíneo, muito forte, rústico e dotado de uma tremenda potência. Costas retas e compacta. Apresenta um notável dimorfismo sexual, mostrando os machos uma região cranial mais desenvolvida e com um tipo mais marcado. De altura média a grande, braquicéfalo, apresenta em seu conjunto uma estrutura robusta, compacta e poderosa.
Mandíbulas e dentes devem ser muito poderosos. Largamente suficiente para permitir uma inserção dentária correta. De preferência completa (42 dentes). Os dentes não são visíveis com a boca fechada. Caninos contundentes, curtos, largos e bem separados. Mordedura em tesoura, pinça, tesoura invertida, bem como um ligeiro prognatismo que não exceda 0,5 cm são admitidos.

## Temperamento
De carácter doce e afável com a família. Trabalhador incansável e multiuso. Muito atento e especialmente dotado para guarda, defesa, manejo e controle de gado bovino. De fácil manejo e educação. Mostra-se muito seguro de si mesmo.

## Galeria

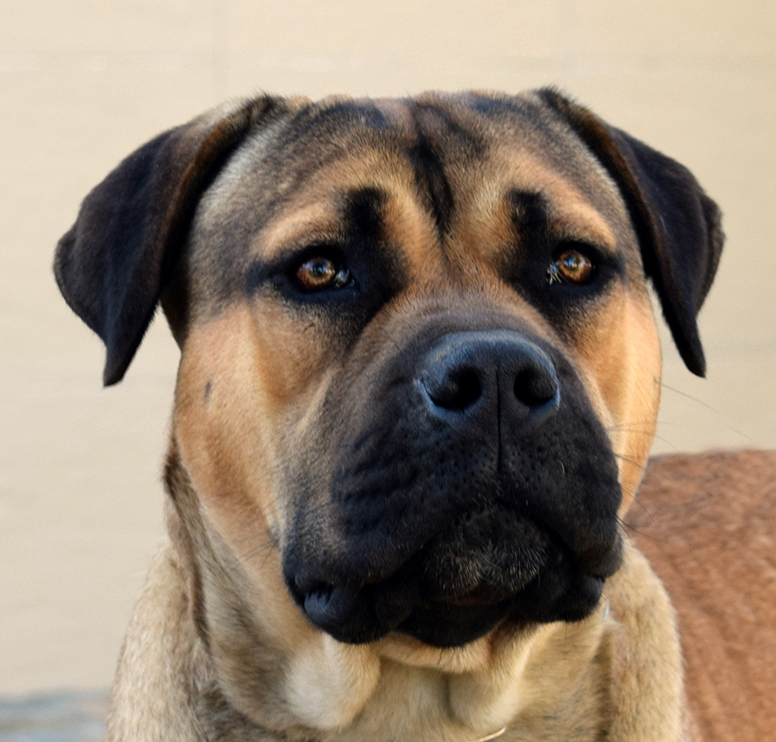
Dogo espanhol fêmea
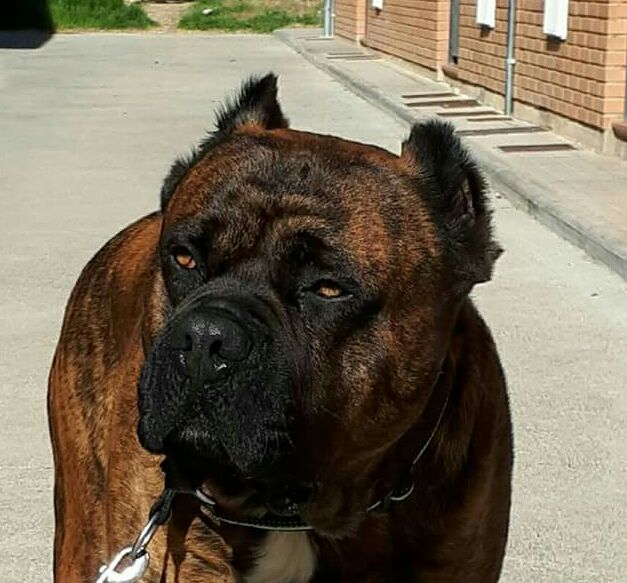
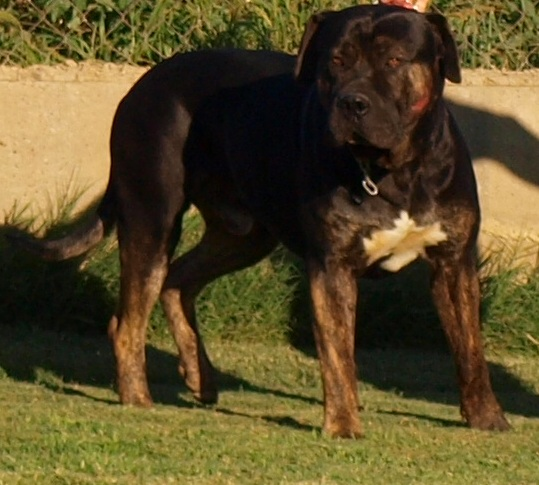
Dogo espanhol macho
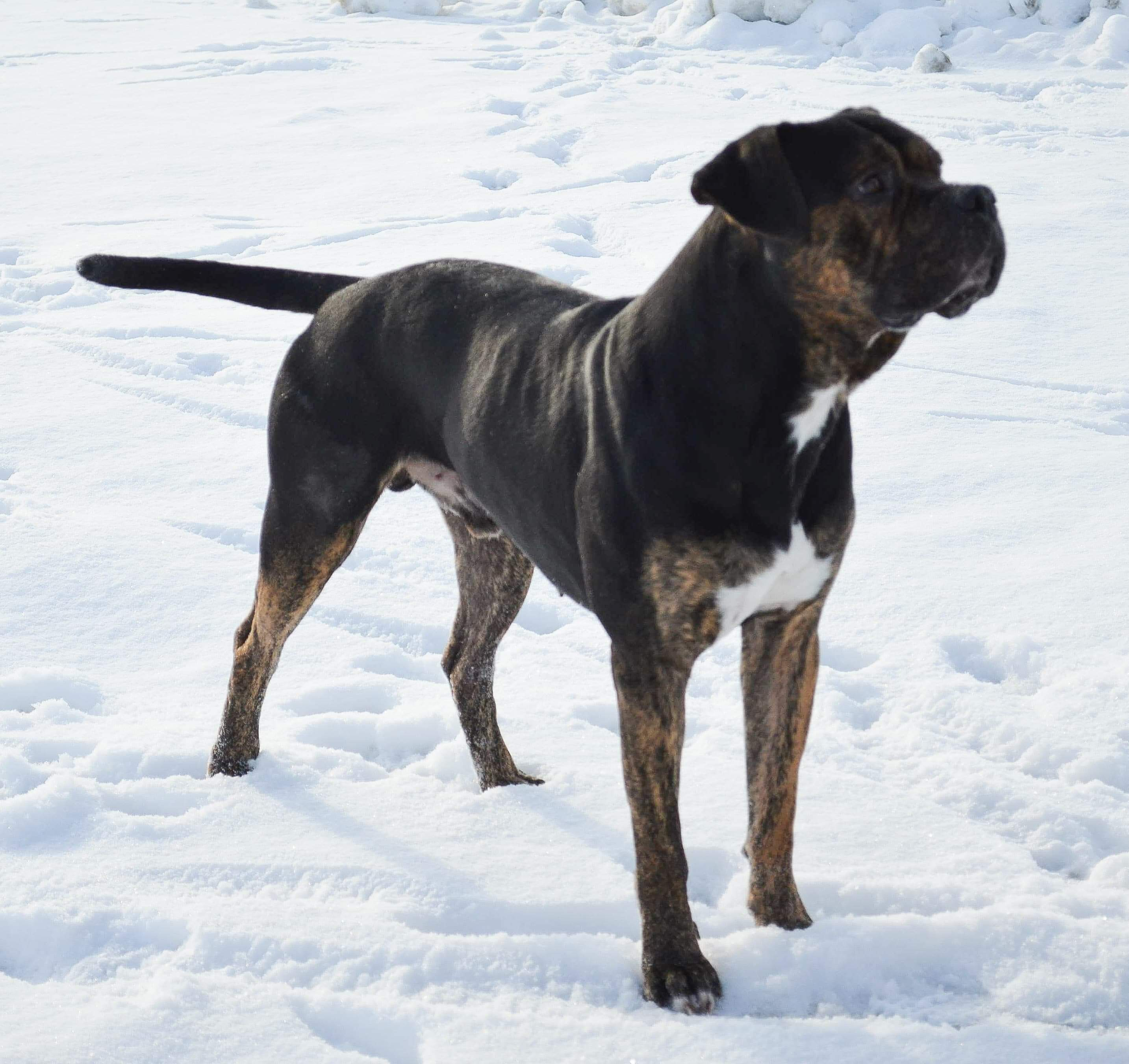